# Deeveyoecia
Deeveyoecia is een geslacht van kreeftachtigen uit de klasse van de Ostracoda (mosselkreeftjes).

## Soorten
- Deeveyoecia arcuata (Deevey, 1978)
- Deeveyoecia bathyrotundata (Chavtur, 1977)